# Catedral basílica de Santa María de la Asunción (Padua)

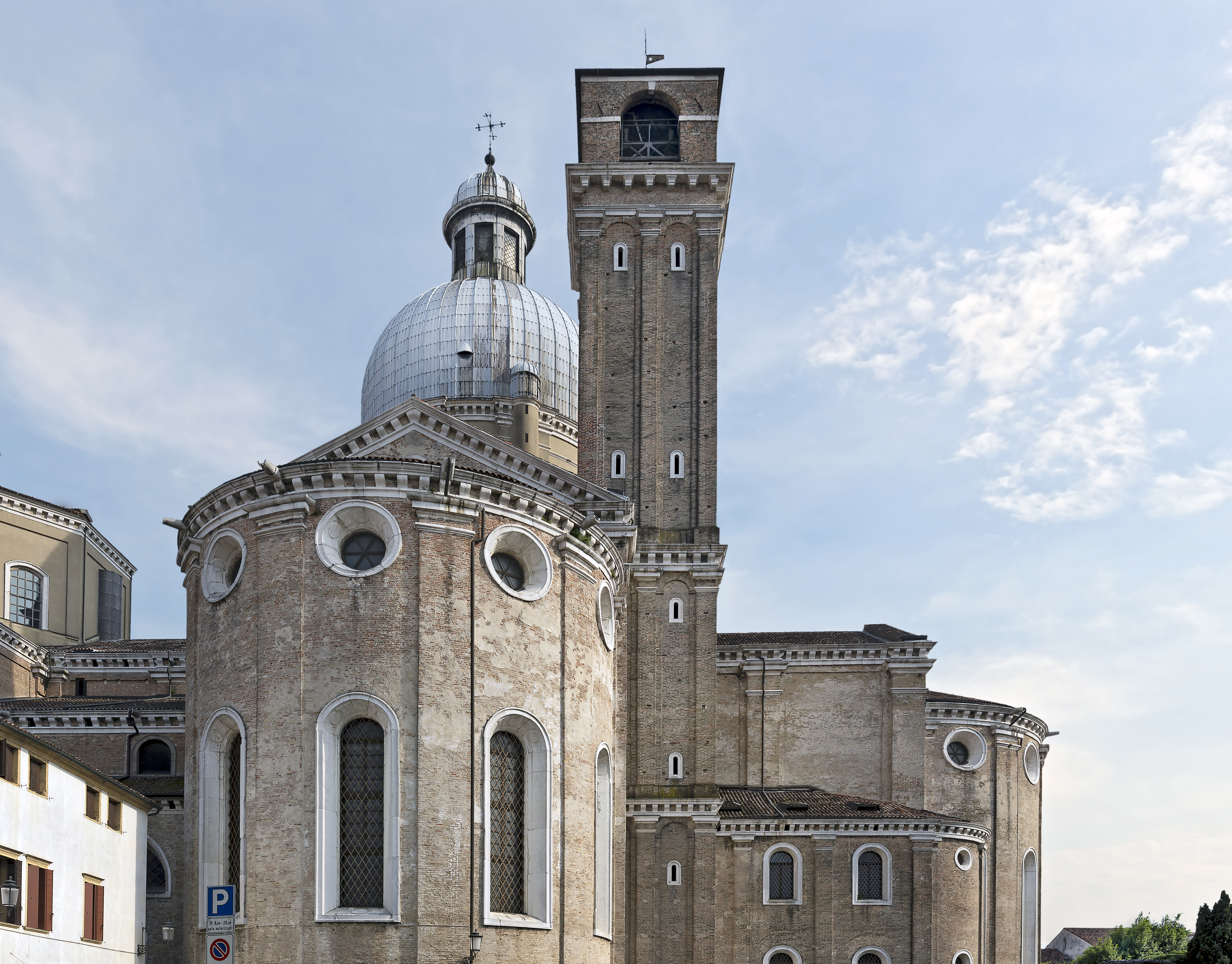
Vista general

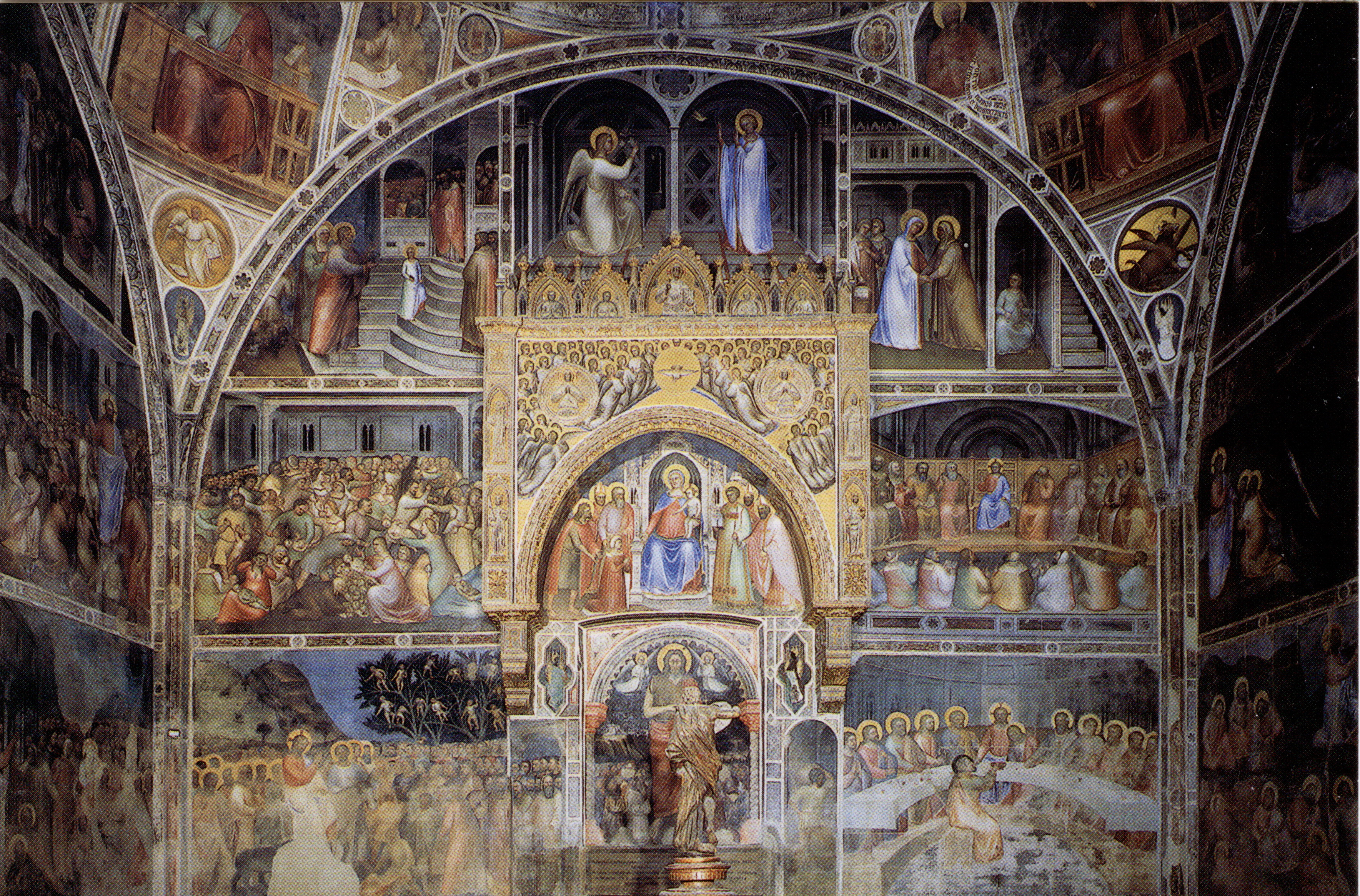
Vista interna

La catedral basílica de Santa María de la Asunción o simplemente catedral de Padua (en italiano: Basilica Cattedrale di S. Maria Assunta) es una catedral católica y una basílica menor en Padua, en el norte de Italia. La catedral, dedicada a la Asunción de la Virgen María, es la sede del obispo de Padua.
Es la tercera edificación construida en el mismo sitio. La primera fue erigida después del Edicto de Milán en 313 y fue destruida por un terremoto el 3 de enero de 1117. Fue reconstruida en estilo románico: como era esa la iglesia medieval se puede ver en alguno de los frescos de Giusto de Menabuoi que ornamentan el baptisterio contiguo.
El diseño de la catedral actual a veces se atribuye a Miguel Ángel, pero en realidad fue obra de Andrea della Valle y de Agostino Righetto, y tiene mucho en común con las anteriores iglesias de Padua. Aunque los trabajos de construcción comenzaron en el nuevo edificio renacentista en 1551, no terminado hasta 1754, dejando la fachada inacabada.
La Basílica Catedral de la Asunción de Santa María es el lugar principal del culto católico en Padua y la sede de un obispo de la diócesis desde el siglo IV. La catedral, dedicada a la virgen, tiene además la dignidad de basílica menor.